# Mark Beaumont
Mark Beaumont (2 giugno 1972) è un critico musicale e giornalista inglese.

## Carriera
Contributore di quotidiani quali The Times, Shortlist, The Guardian e Uncut, Mark Beaumont scrisse frequentemente per NME, soprattutto numerose recensioni e interviste dal 1995, e lavorò come redattore di lettere e pagine singole della rivista. Considerato dal redattore della rivista NME Conor McNicholas una delle sue "star", a Beaumont fu spesso assegnato il compito di recensire le ultime uscite e i concerti di artisti di alto profilo (Arctic Monkeys, Black Rebel Motorcycle Club, Coldplay)
Egli scrisse le note di copertina per l'album postumo dei Mansun, Kleptomania e le biografie Out Of This World (2008), sui Muse, Jay-Z: The King Of America e The Killers: Days and Ages.

## Stile
Nei suoi scritti, egli privilegia uno stile di prosa caustico, conflittuale e a volte umoristico, soprattutto parlando di artisti o dischi che non tiene particolarmente in considerazione.
Venne anche notato per le caustiche opinioni politiche di sinistra, spesso del tutto estranee ai media oggetto di recensione. Nel 2021, durante la recensione di Chernobyl 1986 di Netflix, Beaumont descrisse il Regno Unito come "un paese che ha assistito a oltre 120.000 morti in gran parte inutili durante una crisi nazionale a causa dell'incompetenza, delle bugie, del disprezzo per i suoi cittadini e degli insabbiamenti dilaganti e del clientelismo del suo governo estremista". Nello stesso articolo descriveva ulteriormente la miniserie HBO Chernobyl del 2019 come "molto utile in un momento in cui potrebbe essere politicamente vantaggioso confondere gli incubi del comunismo con le potenzialità del socialismo".

### L'intervista a Keith Richards del 2007
Nell'aprile del 2007, Beaumont fu al centro di una controversia mediatica quando la NME la sua intervista a Keith Richards. Beaumont aveva chiesto a Richards quale fosse stata la cosa più strana che avesse mai sniffato e il chitarrista rispose:
Tra il tumulto dei media che seguì, il manager di Richards affermò che l'osservazione era stata fatta per scherzo, ma Beaumont disse al programma di BBC 4 Today di credere che l'artista avesse detto la verità: "Sembrava essere abbastanza onesto al riguardo. C'erano troppi dettagli per lui per essere una cosa inventata". Anche quando in seguito confessò alla rivista Uncut che l'intervista era stata condotta per telefono e che a un certo punto aveva citato erroneamente Richards (riferendo che aveva detto di ascoltare i Motörhead, quando quello che aveva detto era Mozart), ma che credeva ancora alla veridicità dell'aneddoto sullo sniffare cenere. Richards confermò in un'intervista con Mojo che aveva compiuto quel gesto, senza mescolare le ceneri del padre con mescolata - prima di seppellirlo sotto una quercia: "Ho detto che l'avevo fatto a pezzi come la cocaina, non con."